# Крайцери проект 68-К
Крайцери проект 68-К, според класификация на НАТО – клас „Чапаев“, са тип леки крайцери на ВМФ на СССР. Предназначени са за действия в състава на ескадрата, извеждане на леките сили в атака, поддръжка на корабния дозор и разузнаване, а също и охрана на ескадрите от леките сили на противника.

## История

### Проектиране
Тактико-техническото задание (ТТЗ) за проектиране на нов лек крайцер се разработва с оглед на изменената военноморска доктрина на СССР, определяща за основните бойни задачи на КРЛ в условията на океанския военен театър. Значително влияние на условията в ТТЗ оказват специално създадените за КРЛ, най-нови към това време, артилерийски установки на главния и спомагателния калибри. При стандартна водоизместимост – 8000÷8300 тона, е определен състава на въоръженията: три триоръдейн куполни установки тип МК-5, за 152 mm оръдия на главния калибър, тип Б-38; четири двуоръдейни куполни установки, тип Б-54, за 100 mm универсални оръдия на спомагателния калибър; шест сдвоени 37 mm зенитни установки тип 66-К. Дебелината на бордовата броня е 100 mm, на палубата – 50 mm, определени с оглед осигуряване на защитата на кораба от попадения на 152 mm снаряди на дистанции 50÷120 кбт., за целите на разширяване на района за свободно маневриране, в пределите дистанции, в които бронебойните снаряди на противника все още не пробиват бронята на корпуса. Скоростта е 35 възела. По сравнение с предшестващия проект „26-бис“ е: усилена броневата защита, увеличени са далечината на плаване и автономността за условията на Северния и Тихоокеанския театри. Съставът и компоновката на енергетичната установка са определен за аналогични на тази при крайцерите от предшестващия проект „26-бис“.
Разработката на проекта започва в ленинградското ЦКБ-17 през 1938 г., а техническият проект е утвърден с постановление на КО при СНК на СССР от 13 юли 1939 г.
Разработката на ескизния проект (с основа ТТЗ), е официално започната през 1938 г., в ЦКБ-17 (в Ленинград). Фактически, към предварителната разработка на проект за нов тип КРЛ („океански тип“), колектива конструктори начело с А. И. Маслов, пристъпва още в периода на построяването на КРЛ от типа „Макси Горки“ (пр. 26-бис). Осъществяването на ескизния проект за КРЛ океански тип става възможно благодарение на използването на артилерийски установки за главния калибър от 152 mm, които в сравнение с установките калибър 180 mm използвани в предшестващите проекти, имат по-малки масово-габаритни характеристики, което в съчетание с незначителното увеличение на главните габарити на корпуса, позволява: да се усили броневата защита; да се увеличи максималния запас гориво и да се подобрят условията на обитаемост. За целите на повишаване на икономичността на унифицираните паротурбинни двигатели тяхната максимална мощност е незначително снижена – в ущърб на максималната скорост. В разработката на техническия проект, под шифър „68“, участват известните корабостроители Н. Н. Исанин, А. С. Савичев, Н. А. Кисельов, Г. А. Хасанов и други… В хода на проектирането, разчетната водоизместимост нараства от 8300 до 9500 тона. В тази връзка, ръководството на ВМС оценява въоръжението във варианта му на ТТЗ, за крайцер с такива размери за недостатъчно и иска то да се усили с поставянето на четвърта кърмова кула на главния калибър. В съответствие с техническия проект за КРЛ, под шифър „68“, утвърден с Постановлението на КО при СНК на СССР от 13 юли 1939 г., корабът, при стандартна водоизместимост от 10620 тона, нормална – 13330 тона, трябва да има: най-голяма дължина – 199 метра, ширина – 18,7 метра, газене при нормална водоизместимост – 5,9 метра, метацентрична височина – 0,89 m.

## Конструкция

### Въоръжение
Утвърденият състав на въоръженията е: четири артилерийски установки на главния калибър, тип МК-5, четири установки на спомагателния калибър, тип Б-54, шест сдвоени зенитни установки тип 66-К, и четири сдвоени 12,7 mm картечни установки. Торпедното въоръжение е: два тритръбни 533 mm ТА; авиационното въоръжение е: един катапулт и два хидросамолета КОР-2 (разузнавач-коректировчик).
В боезапаса на 152 mm оръдия влизат снаряди: бронебойни; полубронебойни; осколочно-фугасни (всички с тегло 55 kg) и със съдържание на ВВ (A-IX-2, тротил) от 2% (бронебойните) до 11,4% (осколочно-фугасните), с максимална далечина на стрелбата от 30 215 m; осветително парашутни (48,5 kg) и дистанционни гранати (54,23 kg).
Съгласно десетгодишния план на строителството на кораби за РКВМФ (в съответствие с програмата за развитие на морския и океанските флотове), до края на 1947 г. е планирано да се заложат двадесет и шест КРЛ пр.68, в т.ч. 17 единици по петилетния план за военното корабостроене за периода 1938 – 1942 г. Фактически са заложени само седем крайцера на стапелите на заводи в Ленинград и Николаев. Освен това пет крайцера е планирано да се заложат в периода август-декември 1941 г. (на четири от тях вече са присвоени названия) и толкова през 1942 г., но с началото на Великата отечествена война е решено да не се залагат нови кораби.
Що се отнася до 100 mm зенитни оръдия, то техните ТТХ съответстват или превъзхождат американските и английските предвоенни артсистеми. 37 mm зенитка е аналогична на „бофорса“ по ТТХ.

### Брониране
Системата на основното брониране, в сравнение с предшестващия проект „26-бис“ (ЛКР тип „Максим Горки“), в усилена за целите да се разшири района на свободно маневриране, в пределите на дистанците, когато бронебойните снаряди на противника още не пробиват бронята на корпуса: бордовия броневи пояс е с дебелина 100 mm (вместо 70 mm); траверсите: носовият– 120 mm и кърмовият– 100 mm (вместо 70 mm); барбетите на главната артилерия – 130 mm (вместо 70 mm). Освен това ходовата рубка е защитена с противокуршумна броня, с дебелина 10 mm. Теглото на бронята е 22 % от стандартната водоизместимост – около 2910 t, което е 1,85 пъти повече, отколкото на американския „Кливланд“.
Конструктивна подводна защита не се предвижда (с изключение на двойно дъно), напречните прегради делят корпуса на 23 главни водонепроницаеми отсека.

### Енергетична установка
Корабната котлотурбинна енергетична установка, заема осем отсека в средната част на корпуса, разположена в два автономни ешелона, включва: 6 главни водотръбни котела тип КВ-68; двата главни турбозъбчати агрегата (ГТЗА) тип ТВ-7 са с обща мощност 110 000 к.с.; има спомогателни механизми, устройства, тръбопроводи и системи.
Етапи на строителството на корабите от проекта 68
| № п\п | Наименование на кораба | Заводски №                | Стапелен № | Заложен               | Спуснат на вода | Техническа готовност към 22 юни 1941 г. | Планово предаване/година | Дата на подписване на приемния акт. |
| ----- | ---------------------- | ------------------------- | ---------- | --------------------- | --------------- | --------------------------------------- | ------------------------ | ----------------------------------- |
| 1     | „Чапаев“               | № 189, Ленинград          | С-305      | 8.10.1939             | 28.04.1941      | 38,4 %                                  | 1942                     | 16 май 1950                         |
| 2     | „Чкалов“               | № 189, Ленинград          | С-306      | 31.08.1939            | 25.10.1947      | 23 %                                    | 1942                     | 5 ноември 1950                      |
| 3     | „Железняков“           | № 194, Ленинград          | С-545      | 31.10. 1939           | 25.06.1941      | 30,8 %                                  | 1942                     | 19 април 1950                       |
| 4     | „Фрунзе“               | № 198, Николаев           | С-356      | 29.08.1939            | 30.12.1940      | 38 %                                    | 1942                     | 19 декември 1950                    |
| 5     | „Куйбишев“             | № 200, Николаев           | С-1088     | 31.08.1939            | 31 януари 1940  | 29 %                                    | 1942                     | 20 април 1950                       |
| 6     | „Орджоникидзе“         | № 198, Николаев           | С-364      | 31.12.1940            | —               | 8 %                                     | 1943                     | —                                   |
| 7     | „Свердлов“             | № 200, Николаев           | С-1090     | 31.12.1940            | —               | 7,5 %                                   | 1943                     | —                                   |
| 8     | „Аврора“               | № 194, Ленинград          | С-555      | септември 1941 (план) | —               | –                                       | 1944                     | —                                   |
| 9     | „Ленин“                | № 189, Ленинград          | С-309      | август 1941 (план)    | –               | —                                       | 1944                     | —                                   |
| 10    | „Дзержинский“          | № 189, Ленинград          | С-310      | ноември 1941 (план)   | –               | –                                       | 1944                     | —                                   |
| 11    | „Лазо“                 | № 199, Комсомолск на Амур | Н/д        | септември 1941 (план) | —               | —                                       | 1943                     | —                                   |
| 12    | „Щорс“                 | № 199, Комсомолск на Амур | Н/д        | 1941 (план)           | —               | —                                       | —                        | —                                   |
| 13    | „Котовский“            | № 200, Николаев           | Н/д        | 1942 (план)           | —               | –                                       | –                        | —                                   |
| 14    | „Пархоменко“           | № 198, Николаев           | Н/д        | 1942 (план)           | —               | –                                       | –                        | —                                   |
| 15    | „Камо“                 | Н/д                       | Н/д        | 1942 (план)           | —               | –                                       | –                        | —                                   |
| 16    | „?“                    | Н/д                       | Н/д        | 1942 (план)           | —               | –                                       | –                        | —                                   |
| 17    | „?“                    | Н/д                       | Н/д        | 1942 (план)           | —               | –                                       | –                        | —                                   |

## Основни тактико-технически елементи
Размери
- Дължина максимална – 199 метра.
- Ширина максимална – 18,7 метра.
- Газене – 6,9 метра.
- Водоизместимост:
  - стандартна – 11130 тона;
  - пълна – 14100 тона.
- Запас на хода – 6300 мили.

Скорост на хода
- Пълна – 33,5 възела (над 66 km/h).
- Оперативно-икономична – 17,3 възела (над 31 km/h)

Екипаж
- офицери / мичмани/ старшини / матроси 60/75/154/768 — 1057…1184 души.

Въоръжение
- Артилерийско: 12 (4×3) × 152-mm (оръдия Б-38 в куполни установки МК-5); 8 (4×2) × 100 mm (Б-54).
- Зенитно артилерийско: 28 × 37 mm (66-К).
- Торпедно – 2 × 5 – 533 mm (ПТА-53-68).
- Мини – 68 (може да носи мини на горната палуба).

Енергетична установка
Котлотурбинна енергетична установка, в състава на която влизат:
- шест главни парни котела „КВ-68“;
- два главни турбозъбчати агрегата (ГТЗА) тип „ТВ-7“;
- четири турбогенератора по 300 кW, два дизел-генератора по 250 кW.

Обща мощност, к.с. (кW) – 124 600 (91 580).
Радиотехническо въоръжение
- РЛС за общо следене – „Гюйс“
- РЛС за откриване на надводни цели – 2 × „Риф“
- ХАС – „Тамир-5Н“
- РЛС за управление на огъня:
  - 2 × „Залп“ за АУ ГК
  - 2 × „Якор“ (в състав СПН-500) за универсалните АУ
- командно-далекомерни постове:
  - 2 × КДП2-8-III за артилерията на ГК
  - 2 × СПН-500 за универсалните АУ
- РЛС за опознаване „свой-чужд“ – „Факел-МО / МЗ“

| „                              | Освен това проектът съдържа редица качества, неизмерими с обичайните показатели, като брой и калибър на оръдията, дебелината на брониране, скорост на хода и др. (изисквания към погребите, ъглите на обстрел на артилерията, химзащитата, свръзката, наситеността с електрооборудване и т.н.). Това позволява да се направи извода, че КРЛ пр. 68 ще бъде, безусловно, по-силен от всички КРЛ в чуждите флотове, въоръжени със 152 mm артилерия, и ще може успешно да води бой също и с лекобронираните тежки крайцери от „вашингтонския“ тип. | “ |
| Управление кораблестроения ВМФ | |   |